# Roberto Cardinale
Roberto Cardinale (Pollena Trocchia, 12 giugno 1981) è un ex calciatore italiano, di ruolo difensore.

## Carriera

### Club
Cresciuto nelle giovanili della Salernitana, approda in prima squadra nel 1999 e fa il suo esordio in Serie B il 21 novembre dello stesso anno contro la Fermana (3-1).
Dopo tre stagioni e mezza la Salernitana lo cede in prestito in Serie A alla Reggina, ma non disputa alcuna partita ufficiale con i calabresi.
Nel gennaio del 2004, dopo essere rientrato a Salerno al termine del prestito alla Reggina, viene ceduto al Perugia, con cui esordisce in Serie A il 24 gennaio 2004 contro il Siena (2-1 per i toscani), retrocedendo in B a fine stagione. Resta ancora sei mesi a Perugia per poi passare allo Spezia in Serie C1.
Nel 2005 firma per il Martina, sempre in C1, e nel 2006 torna alla Salernitana, conquistando la promozione in Serie B nel 2008 e la permanenza in cadetteria nel 2009.
Nel luglio del 2009 si trasferisce al Potenza, in Prima Divisione.
Il 4 agosto 2010 viene messo sotto contratto dal Gela. Con la squadra siciliana realizza la prima doppietta della sua carriera in occasione della partita Gela-Pisa (2 a 1) del 12 dicembre 2010. E nella squadra biancoazzurra è anche capitano.
Il 18 luglio 2011 passa all'Avellino, dove disputa due stagioni: la prima da titolare, la seconda ai margini della rosa e senza essere mai impiegato.
Il 19 luglio 2013 approda al Melfi in Lega Pro Seconda Divisione. In Basilicata è titolare inamovibile (oltre che capitano), formando con il compagno di reparto (l'albanese Dermaku) una coppia di centrali eccellenti. Il 13 aprile 2014 ottiene la promozione nella Serie C unica con due giornate d'anticipo, con il Melfi che vince 1-0 in casa contro l'Ischia.
Il 24 agosto 2016 firma per la Polisportiva Santa Maria, squadra militante nel campionato di Eccellenza campana. Nella squadra cilentana Cardinale svolge anche il ruolo di allenatore del settore giovanile (categoria "Primi calci")..

### Nazionale
Conta 19 presenze con la Nazionale italiana Under-20, con cui ha realizzato una rete il 19 settembre 2001 contro la Francia che valse agli azzurrini la vittoria 1-0 nella semifinale dei Giochi del Mediterraneo di Tunisi e l'accesso alla finale (poi persa con la Tunisia).
Ha esordito in Under-21 l'11 ottobre 2002 ad Avellino contro la Serbia (4-1), collezionando 3 presenze con gli azzurrini. Ha disputato due gare valide per la qualificazione all'Europeo Under-21 del 2004, contro Galles e Serbia.

## Statistiche

### Presenze e reti nei club
| Stagione           | Squadra             | Campionato         | Campionato | Campionato | Coppe nazionali | Coppe nazionali | Coppe nazionali | Coppe continentali | Coppe continentali | Coppe continentali | Altre coppe | Altre coppe | Altre coppe | Totale | Totale | Totale |
| Stagione           | Squadra             | Comp               | Pres       | Reti       | Comp            | Pres            | Reti            | Comp               | Pres               | Reti               | Comp        | Pres        | Reti        | Pres   | Reti   |        |
| ------------------ | ------------------- | ------------------ | ---------- | ---------- | --------------- | --------------- | --------------- | ------------------ | ------------------ | ------------------ | ----------- | ----------- | ----------- | ------ | ------ | ------ |
| 1999-2000          | Salernitana         | B                  | 8          | 0          | CI              | 2               | 0               | -                  | -                  | -                  | -           | -           | -           | 10     | 0      |        |
| 2000-2001          | Salernitana         | B                  | 24         | 0          | CI              | 6               | 0               | -                  | -                  | -                  | -           | -           | -           | 30     | 0      |        |
| 2001-2002          | Salernitana         | B                  | 18         | 0          | CI              | 0               | 0               | -                  | -                  | -                  | -           | -           | -           | 18     | 0      |        |
| 2002-gen. 2003     | Salernitana         | B                  | 13         | 0          | CI              | 2               | 0               | -                  | -                  | -                  | -           | -           | -           | 15     | 0      |        |
| Totale Salernitana | Totale Salernitana  | Totale Salernitana | 63         | 0          |                 | 10              | 0               |                    | -                  | -                  |             | -           | -           | 73     | 0      |        |
| gen.-giu. 2003     | Reggina             | A                  | 0          | 0          | CI              | 0               | 0               | -                  | -                  | -                  | -           | -           | -           | 0      | 0      |        |
| 2003-gen. 2004     | Salernitana         | B                  | 0          | 0          | CI              | 0               | 0               | -                  | -                  | -                  | -           | -           | -           | 0      | 0      |        |
| gen.-giu. 2004     | Perugia             | A                  | 1          | 0          | CI              | 0               | 0               | -                  | -                  | -                  | -           | -           | -           | 1      | 0      |        |
| 2004-gen. 2005     | Perugia             | B                  | 0          | 0          | CI              | 0               | 0               | -                  | -                  | -                  | -           | -           | -           | 0      | 0      |        |
| Totale Perugia     | Totale Perugia      | Totale Perugia     | 1          | 0          |                 | 0               | 0               |                    | -                  | -                  |             | -           | -           | 1      | 0      |        |
| gen.-giu. 2005     | Spezia              | C1                 | 16         | 0          | CISC            | ?               | ?               | -                  | -                  | -                  | -           | -           | -           | 16+    | 0+     |        |
| 2005-2006          | Martina             | C1                 | 30         | 0          | CISC            | ?               | ?               | -                  | -                  | -                  | -           | -           | -           | 30+    | 0+     |        |
| 2006-2007          | Salernitana         | C1                 | 23         | 1          | CI+CISC         | 1+?             | 0+?             | -                  | -                  | -                  | -           | -           | -           | 24+    | 1+     |        |
| 2007-2008          | Salernitana         | C1                 | 26         | 2          | CISC            | ?               | ?               | -                  | -                  | -                  | SC-C1       | 2           | 0           | 28+    | 2+     |        |
| 2008-2009          | Salernitana         | B                  | 22         | 0          | CI              | 1               | 0               | -                  | -                  | -                  | -           | -           | -           | 23     | 0      |        |
| Totale Salernitana | Totale Salernitana  | Totale Salernitana | 71         | 3          |                 | 2+              | 0+              |                    | -                  | -                  |             | 2           | 0           | 75+    | 3+     |        |
| 2009-2010          | Potenza             | LP1                | 17         | 0          | CILP            | ?               | ?               | -                  | -                  | -                  | -           | -           | -           | 17+    | 0+     |        |
| 2010-2011          | Gela                | LP1                | 32         | 2          | CILP            | ?               | ?               | -                  | -                  | -                  | -           | -           | -           | 32+    | 2+     |        |
| 2011-2012          | Avellino            | LP1                | 30         | 3          | CI+CILP         | 3+?             | 0+?             | -                  | -                  | -                  | -           | -           | -           | 33+    | 2+     |        |
| 2012-2013          | Avellino            | LP1                | 0          | 0          | CI+CILP         | 0+0             | 0+0             | -                  | -                  | -                  | SC-PD       | 0           | 0           | 0      | 0      |        |
| Totale Avellino    | Totale Avellino     | Totale Avellino    | 30         | 3          |                 | 3+              | 0+              |                    | -                  | -                  |             | 0           | 0           | 33+    | 2+     |        |
| 2013-2014          | Melfi               | LP2                | 31         | 3          | CILP            | 2               | 0               | -                  | -                  | -                  | -           | -           | -           | 33     | 3      |        |
| 2014-2015          | Aversa Normanna     | LP                 | 14         | 0          | CILP            | ?               | ?               | -                  | -                  | -                  | -           | -           | -           | 14+    | 0+     |        |
| 2015-2016          | Agropoli            | D                  | 30         | 1          | CISD            | ?               | ?               | -                  | -                  | -                  | -           | -           | -           | 30+    | 1+     |        |
| 2016-2017          | Santa Maria Cilento | Ecc.               | ?          | ?          | -               | -               | -               | -                  | -                  | -                  | -           | -           | -           | ?      | ?      |        |
| 2017-2018          | Scalea              | Ecc.               | ?          | ?          | -               | -               | -               | -                  | -                  | -                  | -           | -           | -           | ?      | ?      |        |
| 2018-2019          | Portici             | D                  | 12         | 0          | CISD            | 2               | 0               | -                  | -                  | -                  | -           | -           | -           | 14     | 0      |        |
| Totale carriera    | Totale carriera     | Totale carriera    | 347+       | 12+        |                 | 19+             | 0+              |                    | -                  | -                  |             | 2           | 0           | 368+   | 12+    |        |

## Palmarès

### Club

#### Competizioni nazionali
- Coppa Italia Serie C: 1

Spezia: 2004-2005
- Campionato italiano Serie C1: 1

Salernitana: 2007-2008